# Иш-Уне-Балам
Иш-Уне-Балам (дословно Женщина — Младенец-Ягуар) (1-я четв. IV века) — двенадцатая правительница древнего майяского царства Мутуль со столицей в Тикале.

## Биография
Иш-Уне-Балам взошла на престол в 1-й четв. IV века и наследовала Сиях-Чан-Кавилю І, став первой известной женщиной на троне Мутульского царства.
В 314 году, во времена правления Иш-Уне-Балам, была проведена первая известная церемонии окончания двадцатилетнего цикла (катуна).
Ей наследовал Кинич-Муван-Холь I.